# Children of the Revolution (singolo)
Children of the Revolution è un brano musicale del gruppo glam rock britannico T. Rex, composto da Marc Bolan. Pubblicato su singolo, raggiunse la seconda posizione in classifica in Gran Bretagna nel settembre 1972.
La canzone tratta il tema della ribellione adolescenziale e non venne inserita in nessun album di studio ufficiale dell'epoca.

## Tracce
T. REX – MARC 2 Vinile, 7"
1. Children of the Revolution
2. Jitterbug Love
3. Sunken Rags

## Formazione
- Marc Bolan – voce solista, chitarra
- Mickey Finn - conga, cori
- Steve Currie – basso
- Bill Legend – batteria
- Tony Visconti – produzione, arrangiamento, cori

## Cover
- Violent Femmes nell'album del 1986 The Blind Leading the Naked.[3]
- Baby Ford nel 1989.
- The Dead C sull'album Eusa Kills (Flying Nun).
- Lloyd Cole come b-side nel 1991.
- The Wannadies nel 1990.
- Soulwax sull'album Glittering del 2000.
- Gavin Friday e Bono Vox degli U2 nella colonna sonora del film del 2001 Moulin Rouge!.
- SADS nel 2002 sull'EP Appetizing 4 songs.
- Berry Sakharof dal vivo nel 2003.
- Elton John e Pete Doherty durante il Live 8 (2005).
- Patti Smith dal vivo nel 2007.
- Toni Collette & the Finish dal vivo nel 2007 durante il tour "Look Up" in Australia.
- Nena nel suo album del 2007 Cover Me.[4]
- I Flogging Molly sull'album Live at the Greek Theatre (2010).
- Gli Scorpions nel 2011 sulla compilation Comeblack.[5]